# 河原木団地
河原木団地（かわらぎだんち）は、青森県八戸市下長四丁目・下長五丁目にある住宅団地である。県営・市営の住宅団地が44棟立地している。人口は、1,905人（2007年4月30日現在、八戸市調べ）である。
| 町名       | 世帯数    | 人口    |
| 下長四丁目 | 625世帯   | 1,640人 |
| 下長五丁目 | 501世帯   | 1,405人 |
| 合計       | 1,126世帯 | 3,045人 |

## 概要
河原木団地は、青森県八戸市にある郊外住宅団地である。八戸市中心市街地に位置する八戸市庁から河原木団地までは、直線距離で北北西側約3キロに位置する。河原木団地は1975年（昭和50年）に造成が始まった団地である。現在、県営住宅32棟と市営住宅12棟の合計44棟が立地している。

## 団地データ
- 総面積 ?万平方メートル。
- 計画住宅戸数 ?戸
- 計画人口　?人
- 事業費 ?億円

## 教育
- 八戸市立城北小学校
- 八戸市立下長中学校

※団地内には学校はない

## 交通
八戸市営バス、南部バス河原木団地バス停・河原木団地南口バス停。
鉄道駅は無い。

## 参考資料
- 住所毎男女世帯数リスト 平成20年 八戸市